# Myllaena vicina
Myllaena vicina är en skalbaggsart som beskrevs av Sharp 1880. Myllaena vicina ingår i släktet Myllaena och familjen kortvingar. Inga underarter finns listade i Catalogue of Life.